# Princess of Power
Princess of Power (estilizado em letras maiúsculas) é o sexto álbum de estúdio da cantora e compositora galesa Marina. Foi lançado de forma independente em 6 de junho de 2025, sendo distribuído pela BMG Rights Management. Marina escreveu e coproduziu o álbum com o produtor americano CJ Baran.
Anunciado em abril de 2025, Princess of Power marca seu primeiro álbum independente desde seus dois extended plays Mermaid vs Sailor (2007) e Froot Acoustic (2015). O motivo foi o fim do seu contrato de quatorze anos com a Atlantic Records após seu quinto álbum de estúdio, Ancient Dreams in a Modern Land (2021), com Marina agora liderando seu próprio selo independente.
O álbum foi precedido pelo lançamento de três singles: "Butterfly", "Cupid's Girl", ambos aparecendo na parada de downloads de singles e vendas de singles do Reino Unido, e "Cuntissimo", lançado juntamente com o anúncio do álbum. "I <3 You" também recebeu um videoclipe, que coincidiu com o lançamento do álbum. Para promover ainda mais o disco, Marina embarcará na The Princess of Power Tour, de setembro a novembro de 2025, passando por arenas da América do Norte.

## Desenvolvimento e produção

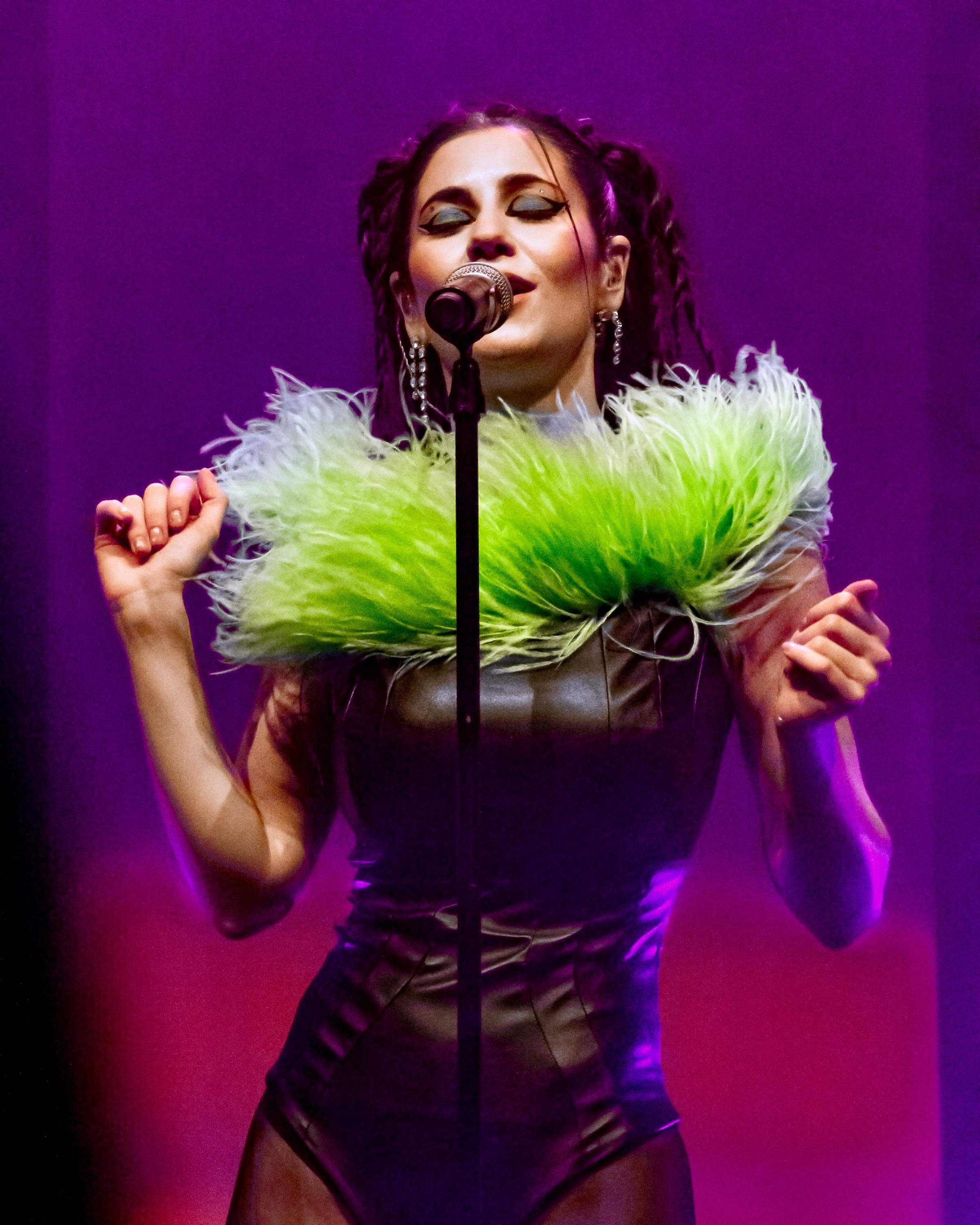
Marina se apresentando durante a turnê Ancient Dreams in a Modern Land em março de 2022.

Após o lançamento do seu quinto álbum de estúdio Ancient Dreams in a Modern Land, em junho de 2021, o disco recebeu críticas geralmente positivas dos críticos musicais. Em divulgação ao álbum, Marina anunciou e embarcou em sua turnê de mesmo nome que teve início em 2 de fevereiro de 2022. Durante a turnê, ela relançou seu segundo álbum de estúdio, Electra Heart (2012), como uma versão expandida em comemoração ao seu décimo aniversário. Em 22 de maio de 2022, durante sua apresentação na O2 Academy Brixton, em Londres, Marina revelou que encerraria seu contrato de quatorze anos com a Atlantic Records. No mesmo ano, em novembro, ela publicou uma imagem em sua conta no X (antigo Twitter) assinando um documento "para e em nome de" sua recém-criada gravadora independente, Queenie Records LLC.
Ao longo do ano seguinte, não houve novidades até que Marina deu uma atualização relacionada à sua saúde: ela foi diagnosticada com encefalomielite miálgica (EM). Antes de saber a causa de sua saúde precária, Marina explicou que havia experimentado vários sintomas relacionados à condição ao longo de sete anos, durante os quais ela dependia de "adrenalina e força de vontade para superar cada dia". Ela afirmou ainda que, embora priorizar a cura "exigisse muita energia e atenção", era necessário para "voltar à [sua] vida criativa novamente".
No ano seguinte, Marina revelou que estava trabalhando em um novo material, o que a levou a anunciar seu primeiro livro de poesia intitulado Eat the World: A Collection of Poems (2024), com lançamento previsto para outubro. Ela também revelou em uma entrevista à Rolling Stone em 2 de abril de 2024 que havia começado a compor novas músicas seis meses antes, mas ainda não estava muito adiantada no processo. Após sua apresentação como ato de abertura em apoio à cantora australiana Kylie Minogue em um show único no festival BST Hyde Park, em Londres, Marina logo confirmou à Attitude, em 15 de julho, que seu próximo álbum estaria previsto para ser lançado em 2025. No mesmo mês, à Variety informou que a artista havia assinado com a Volara Management.

## Composição

### Temas e influências na composição
Em uma entrevista ao Plastik, Marina refletiu sobre seus álbuns de estúdio anteriores, comentando sobre as mudanças estéticas e composicionais significativas ao longo de sua carreira. Quando questionada se ela consideraria criar outro alter ego, ela respondeu: "Meu próximo disco é muito divertido e tem um conceito baseado em personagens, mas não da mesma forma que Electra Heart." Além disso, Marina esclareceu que achava muito limitante incorporar constantemente uma única persona, acrescentando: "Gosto de liberdade e experiência. Esta próxima era é muito divertida. Tem uma energia especial."

"Estamos conhecendo uma Marina que não guarda mais tanto seu coração, [e] tem se sentido tão livre que [...] eu realmente mergulhei no meu medo do amor. É uma atitude corajosa, principalmente se você já foi magoado no passado. Pode ser muito difícil se reprogramar, e finalmente consegui fazer isso."

—Diamandis, explicando à Rolling Stone como sua autoidentidade afetou seu processo criativo.
Antes do lançamento, Marina conversou com a Pride sobre como o disco foi inspirado ao ouvir artistas famosos da música pop dos anos 1970 e 2000, como Madonna, Kylie Minogue e o grupo sueco ABBA. Isso fez com que Marina recuperasse seu processo criativo, o que a levou a escrever o álbum "emotivo" e caracterizá-lo como "brilhante" e "dramático". Ela elaborou mais com o The Washington Post que o álbum não se constitui em um "disco muito político, [mas] aborda o que o poder significa, [...] especialmente para um músico navegando no mundo do pop obcecado pela juventude". Marina também mencionou que o álbum é um "benefício para as mulheres, em vez de uma perda" e que ela nos traz uma energia plena de euforia e empoderamento conforme cada música avança.
Musicalmente, Princess of Power foi descrito como um álbum de synth e dance-pop, que contém um total de treze faixas cheias de baladas teatrais que se expandem em um projeto visual.

### Conteúdo e estrutura musical
O tema que abre e dá título ao álbum é "Princess of Power", no qual a artista se reintroduz em "um refrão triunfante" confrontando suas falhas e evolução ("Presa em uma geração sem amor / Pronta para passar por uma transformação"), o que causou uma grande mudança interna sendo uma "declaração de intenções". "Butterfly", a faixa seguinte e primeiro single, se transforma em uma canção chamber pop com influência do house music, que mais tarde é identificada como "um hino para as pistas de dança depois do expediente". O lirismo do álbum encontra Marina explorando o renascimento espiritual e o crescimento pessoal, que faz referência cruzada ao seu processo biológico de metamorfose para o inseto de mesmo nome. A terceira obra, "Cuntissimo", foi descrita como uma faixa melódica de electropop e techno-pop sonhadora que se inspira em várias mulheres que personificam força e independência enquanto "aproveitam suas vidas sem julgamentos". Marina reflete que o tema central da música é o prazer, pois ela acredita que as mulheres foram privadas dele devido às pressões patriarcais e agora se opõe às restrições sociais.
"Cupid's Girl", a quinta faixa, é uma música synthpop forte e poderosa, com poucos elementos, destacando o new rave e o dark wave. Esta composição começa com comentários baseados em romance lúdico ou sedutor, que demonstram "a autoconsciência e o anseio [de Marina], cantando sobre as complexidades do amor com humor e profundidade". A sexta canção, "Metallic Stallion", tinha um significado oposto, que mergulhava em uma pessoa questionando sua intimidade com o outro.
Princess of Power termina com "Final Boss", trazendo sua natureza lúdica aos jogos clássicos, principalmente em referência ao notório chefe final. A música sinaliza o final ("Acho que ganhei de você no seu próprio jogo") com um final cômico questionando se alguém venceu ou perdeu ("Fim de jogo").

### Direção estética
Ao se apresentar em festivais de música como o Coachella e o Governors Ball nos Estados Unidos, Marina manteve uma imagem coesa, frequentemente desenhando uma estrela de cinco pontas na bochecha, lembrando sua personagem anterior, Electra Heart. Notavelmente, ela usava um espartilho xadrez rosa-borboleta combinado com uma minissaia de tafetá de Erik Charlotte, uma peruca loira platinada cacheada, e um par de saltos altos estilo bailarina.
"Butterfly" foi mostrada como uma reminiscência da cantora americana Madonna e apresentando vários espaços liminares. O vídeo musical se inicia com um quarto escuro onde Marina estava usando uma roupa que lembrava o espartilho rosa com sutiã cônico de Jean-Paul Gaultier usado por Madonna. Logo ela dançava e cantava em várias salas de "estilo vintage".

## Promoção e lançamento
O álbum de estúdio foi precedido pelo lançamento de três singles e dois videoclipes. Foi relatado que a cantora começou a distribuir sacolas de presentes em janeiro de 2025, contendo lagartas vivas com instruções de cuidados sobre como criá-las. Essa "campanha imersiva" culminou em seu primeiro single intitulado "Butterfly", lançado de forma independente em  21 de fevereiro de 2025. Seu videoclipe de acompanhamento foi lançado no mesmo dia, sendo dirigido por Aerin Moreno. O video mostra Marina dançando e cantando através de vários espaços liminares. Comercialmente, a canção não causou impacto nas paradas musicais, mas apareceu no top 50 na parada de downloads de singles e na parada de vendas de singles do Reino Unido e no top 20 na parada Hot Singles da Nova Zelândia por suas transmissões rápidas e veiculação nas rádios.
"Cupid's Girl" foi lançado como segundo single em 21 de março de 2025, junto com um visualizer dirigido por Logan Rice. No visualizer, Marina é vista trajando uma saia amarela e um top espartilho azul, mirando um arco e flecha. O lirismo da canção faz referência a Cupido, antigo deus greco-romano do amor. A faixa recebeu críticas mistas, com o The Harvard Crimson descrevendo-a como cativante, mas "fraca", deixando seu público "querendo um pouco mais da profundidade emocional fornecida pelas músicas anteriores de sua discografia". Comercialmente, a música só figurou nas paradas de downloads de singles e na de vendas de singles do Reino Unido.
"Cuntissimo" foi lançado como terceiro single em 10 de abril de 2024. Seu videoclipe de acompanhamento foi lançado no dia seguinte, sendo dirigido por Olivia de Camps. A revista V descreveu a música como uma "balada exagerada em defesa da autonomia feminina [com] toques de melodias da era vitoriana". Na música, Marina menciona a atriz mexicana-americana Salma Hayek ("Salma Hayek sob o Sol"), o que lhe chamou a atenção. Hayek respondeu rapidamente em uma mensagem de vídeo, animada e agradecendo "por [ter] meu nome em uma música tão incrível!" Isso resultou no anúncio de seu sexto álbum, Princess of Power, incluindo sua capa e data de lançamento para 6 de junho, sendo disponibilizado para pré-encomenda em seu site e em diferentes serviços de streaming. Todas as três músicas lançadas foram posteriormente apresentadas ao vivo no mesmo dia no festival de música Coachella 2025, tornando suas primeiras apresentações ao vivo do ano. Pouco depois, Marina revelou sua lista completa de faixas em suas redes sociais, composta por treze músicas, em 22 de abril.
Princess of Power foi lançado de forma independente em 6 de junho de 2025; estava disponível mundialmente em formatos físicos e variantes de discos de vinil através de sua loja virtual, além dos formatos digitais, como download digital e streaming online. Este foi o primeiro álbum de estúdio autolançado por Marina desde seu extended play acústico Froot (2015). Um videoclipe para "I <3 You" foi lançado no mesmo dia. Três dias depois, Marina revelou sua próxima turnê, The Princess of Power Tour, com início previsto para este ano, de setembro a novembro, visitando arenas na América do Norte. A turnê contará com o apoio da cantora australiana Mallrat e da dupla americana de hip-hop Coco e Clair Clair.

## Crítica profissional
Princess of Power recebeu elogios da crítica musical após seu lançamento. Jem Aswad, da Variety, elogiou o álbum como uma "redefinição e revitalização", sendo definido por seus "ritmos eletrônicos deliciosamente pulsantes [...] e letras picantes". Com outras artistas tendo suas carreiras "se estabilizando", Aswad sugeriu que o álbum poderia ver "a [carreira] de Marina finalmente começando de verdade". Liam Hess, da Vogue, descreveu o álbum como uma "nova sensação de liberdade e propósito", já que Marina é uma artista independente. Ele também viu seu "verdadeiro retorno à forma do provocador mais brincalhona da música pop", destacando seu "espírito travesso" e "o senso palpável de alegria e autocontrole".

## Alinhamento de faixas
| Princess of Power — Edição padrão |                           |                                    |                 |         |  |
| N.º                               | Título                    | Compositor(es)                     | Produtor(es)    | Duração |  |
| 1.                                | "Princess of Power"       | Marina Diamandis Christopher Baran | CJ Baran        | 4:09    |  |
| 2.                                | "Butterfly"               | Diamandis                          | Marina CJ Baran | 4:25    |  |
| 3.                                | "Cuntissimo"              | Diamandis                          | Marina CJ Baran | 4:00    |  |
| 4.                                | "Rollercoaster"           | Diamandis                          | Marina CJ Baran | 3:03    |  |
| 5.                                | "Cupid's Girl"            | Diamandis Baran                    | Marina CJ Baran | 3:28    |  |
| 6.                                | "Metallic Stallion"       | Diamandis Baran                    | Marina CJ Baran | 4:15    |  |
| 7.                                | "Je Ne Sais Quoi"         | Diamandis Baran                    | Baran           | 3:33    |  |
| 8.                                | "Digital Fantasy"         | Diamandis Baran                    | Marina CJ Baran | 3:19    |  |
| 9.                                | "Everybody Knows I'm Sad" | Diamandis                          | Marina CJ Baran | 4:07    |  |
| 10.                               | "Hello Kitty"             | Diamandis Baran                    | Baran           | 3:30    |  |
| 11.                               | "I <3 You"                | Diamandis Baran                    | Baran           | 3:36    |  |
| 12.                               | "Adult Girl"              | Diamandis Baran                    | Marina CJ Baran | 3:04    |  |
| 13.                               | "Final Boss"              | Diamandis Baran                    | Marina CJ Baran | 3:10    |  |
| Duração total:                    | Duração total:            | Duração total:                     | Duração total:  | 47:39   |  |

## Equipe e colaboradores
Todo o processo de elaboração de Princess of Power atribui os seguintes créditos:
Músicos
- Marina Diamandis — vocal principal (todas as faixas); teclado, sintetizador (faixas 2, 4, 9, 13)
- CJ Baran — programação, sintetizador (faixas 1 a 11, 13); bateria, Mellotron (faixas 1 a 4, 6, 7, 11); arranjo de cordas (faixas 1–3, 6–9, 11, 13), violão (faixas 5–7, 10, 11, 13), programação de bateria (5, 8, 10, 13), piano (faixa 12)
- Paul Cartwright — arranjo de cordas, orquestra de cordas, violino (faixas 1, 3, 6, 9, 11)
- Nolan Markey — regente da orquestra (faixas 1, 3, 6, 9, 11)
- Charles Tyler — violoncelo (faixas 1, 3, 6, 9, 11)
- Timothy Loo — violoncelo (faixas 1, 3, 6, 9, 11)
- David Walther — viola (faixas 1, 3, 6, 9, 11)
- Luke Maurer — viola (faixas 1, 3, 6, 9, 11)
- Marta Honer — viola (faixas 1, 3, 6, 9, 11)
- Ashoka Thiagarajan — violino (faixas 1, 3, 6, 9, 11)
- Ben Jacobson — violino (faixas 1, 3, 6, 9, 11)
- Ina Veli — violino (faixas 1, 3, 6, 9, 11)
- Joel Pargman — violino (faixas 1, 3, 6, 9, 11)
- Luanne Homzy — violino (faixas 1, 3, 6, 9, 11)
- Mary Kathleen Sloan — violino (faixas 1, 3, 6, 9, 11) 11)

Técnico
- Nathan Dantzler — masterização
- Mitch McCarthy — mixagem
- CJ Baran — engenharia
- Nick Trapani — engenharia (faixas 1, 3–13), edição (todas as faixas), engenharia vocal adicional (faixa 2)
- Sean Gehricke — engenharia (faixas 1, 3, 6, 9, 11)
- Adam Michalak — gravação adicional (faixas 1, 3, 6, 9, 11)

## Histórico de lançamento
| Região | Data               | Formato                             | Versão | Gravadora   | Ref.                 |
| ------ | ------------------ | ----------------------------------- | ------ | ----------- | -------------------- |
| Várias | 6 de junho de 2025 | CD download digital streaming vinil | Padrão | Queenie BMG | [ 73 ] [ 71 ] [ 74 ] |